# 愛德華·特里佩爾

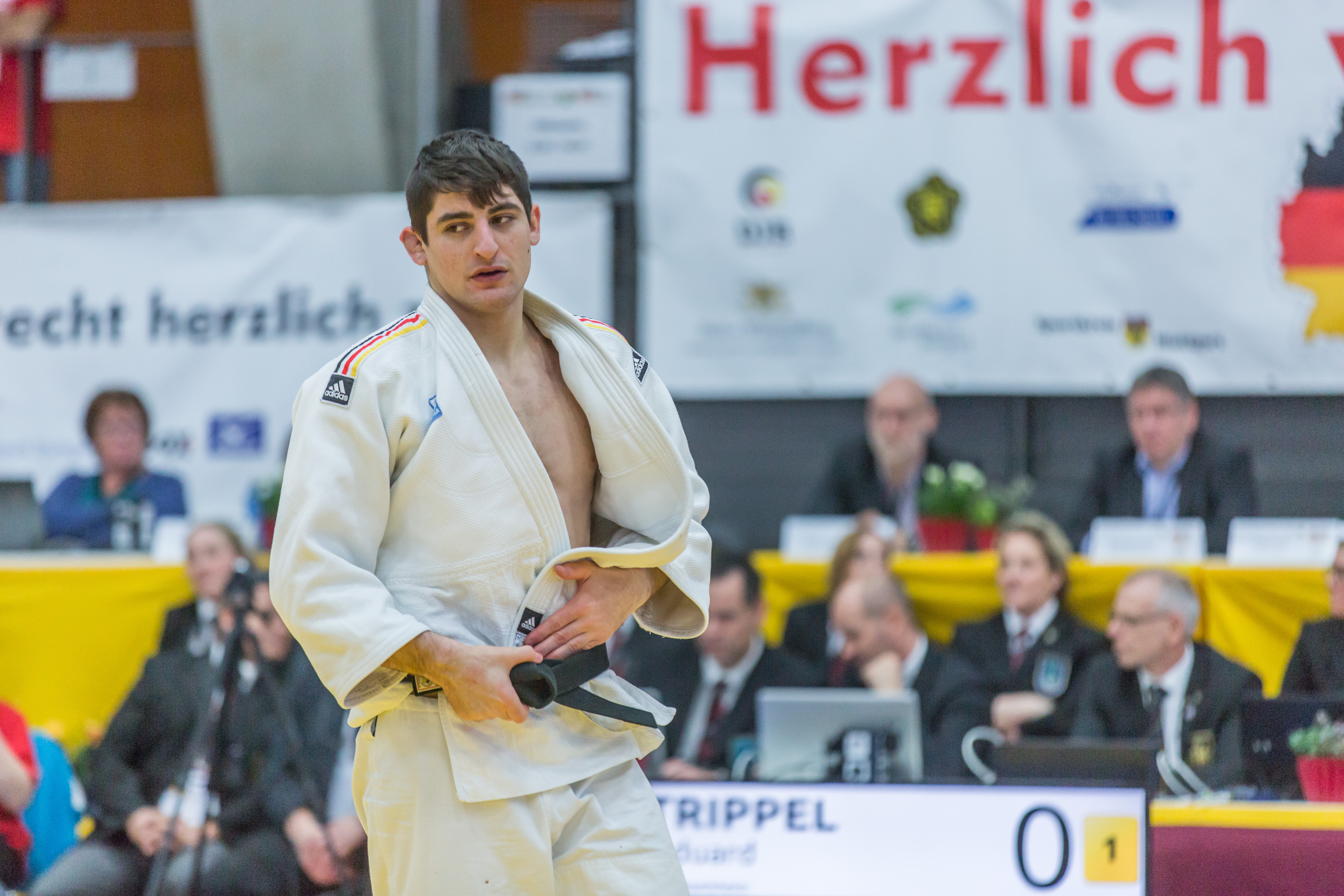
愛德華·特里佩爾, 2019

愛德華·特里佩爾（德語：Eduard Trippel，1997年3月26日—），德國柔道運動員，他代表德國隊參加了日本舉行的2020年夏季奧林匹克運動會，並且在男子90公斤級比賽上獲得銀牌。